# Тоне (річка)
То́не (яп. 利根川, とねがわ, МФА: [tonegawa]) — річка в Японії, на території острова Хонсю.
Бере свій початок на кордоні префектур Ґумма та Ніїґата, на горі Омінакамі гірського пасма Мікуні. Протікає Кантоською рівниною з півночі на південний схід і впадає в Тихий океан в районі міста Тьосі префектури Тіба.
Довжина становить 322 км, площа басейну — 16 840 км². Друга за довжиною і перша за площею басейну річка Японії. Одне з основних джерел води для столиці Токіо та столичної округи.
В Японії також відома під пестливою назвою Банто́ Таро́ (яп. 坂東太郎, ばんどうたろう, МФА: [bantoː taroː], «Кантоський старший брат»).